# NORIYUKI MAKIHARA SINGLE COLLECTION 〜Such a Lovely Place 1997-1999〜
『NORIYUKI MAKIHARA SINGLE COLLECTION 〜Such a Lovely Place 1997-1999〜』（ノリユキ・マキハラ・シングル・コレクション～サッチ・ア・ラブリー・プレイス 1997-1999～）は、槇原敬之6枚目のベスト・アルバム。2000年12月6日発売。発売元はSME Records。

## 解説
ソニー・ミュージックレコーズ・SME Records（ソニー・ミュージックレコーズレーベル時）在籍時、1997年～1999年発表全6枚のシングルをカップリング共に収録したベスト・アルバム。カバー・アルバム『Listen To The Music』から人気の高い3曲をボーナス・トラック収録。

## 収録曲
作詞・作曲・編曲：槇原敬之（特記以外）
1. 素直 
  - 17thシングル。
2. 情熱
  - 17thシングルC/W。
3. モンタージュ 
  - 18thシングル。
4. 僕のものになればいいのに
  - 18thシングルC/W。
5. 足音
  - 19thシングル。
6. HAPPY DANCE
  - 20thシングル。
7. BLIND
  - 20thシングルC/W。
8. STRIPE!
  - 21stシングル。
9. Merry-go-round
  - 21stシングルC/W。アルバム未収録。
10. Hungry Spider
  - 22ndシングル。
11. この傘をたためば
  - 22ndシングルC/W。
12. 秋の気配
  - 作詞・作曲：小田和正
  - ボーナス・トラック。
13. ミス・ブランニュー・デイ（MISS BRAND-NEW DAY）
  - 作詞・作曲：桑田佳祐
  - ボーナス・トラック。
14. 空と君のあいだに
  - 作詞・作曲：中島みゆき
  - ボーナス・トラック。